# Barjòus
Barjòus (en francès Barjols) és un municipi francès situat al departament del Var i a la regió de Provença – Alps – Costa Blava.

## Demografia
| 1962                                       | 1968  | 1975  | 1982  | 1990  | 1999  | 2006  |
| ------------------------------------------ | ----- | ----- | ----- | ----- | ----- | ----- |
| 2.072                                      | 2.150 | 2.092 | 2.016 | 2.166 | 2.414 | 2.963 |
| Des de 1962: població sense dobles comptes |       |       |       |       |       |       |

## Administració

### Alcaldes durant la Revolució
- Joseph Aubert 1790 - 1792
- Joseph Vacher 1792 - 1793
- Marcel Mourlaque 1793 - 1794
- Joseph Hippolyte Mathieu 1794 - 1796
- Gervais Brun 1796 - 1798
- Maximin Roubaud 1798 - 1799

### Alcaldes nomenats pel govern central
- Jean Sauvaire 1799 - 1800
- Jean-Baptiste Vachier 1800 - 1806
- Guillaume Étienne-Gaufredy de Saint-Estève 1806 - 1814
- François Marcel Trucy 1814 - 1815
- Jean-Baptiste Guillabert 1815 - 1816
- Georges Tournel 1816 - 1816
- Etienne-Honoré Aubert 1816 - 1835
- Jean François Pascal Mathieu 1835 - 1841
- Emmanuel Amic 1841 - 1843
- Jean François Pascal Mathieu 1843 - 1843
- Joseph Armand Richaud 1843 - 1848
- Etienne Antoine Achard 1848 - 1852
- Louis François Laugier 1852 - 1865
- Louis Pierre Eugène Fassy 1865 - 1870
- André Constant Louche 1870 - 1874
- Théophile Basset 1874 - 1876
- Benjamin Victor Fassy 1876 - 1877
- Théophile Basset 1877 - 1877

### Alcaldes elegits
- Benjamin Victor Fassy 1877 - 1887
- Célestin Plauchaud 1887 - 1892
- Benjamin Victor Fassy 1892 - 1897
- Alphonse Tissot1897 - 1904
- Marcel Recours 1904 - 1904
- Léon Paul 1904 - 1904 (intérim)
- Emmanuel Fassy 1904 - 1906
- Alphonse Tissot 1906 - 1912
- Emmanuel Fassy 1912 - 1922
- Louis Guerin 1922 - 1936
- Augustin Feraud 1936 - 1938
- Marcel Amic 1938 - 1941
- Paul Aubry 1941 - 1943 (nomenat per Vichy)
- Edouard Pannel 1943 - 1944 (nomenat per Vichy)
- Augustin Feraud 1944 - 1944 (interí)
- Louis Guerin 1944 - 1945 (interí)
- Marcel Amic 1945 - 1971
- Henri Verne 1971 - 1977
- William Nironi (PCF) 1977 - 2001
- Alain Vigier (DVG) 2001 - 2008
- Daniel Nironi 2008 - 2014